# ولیکی رهوین
ولیکی رهوین (به لاتین: Veliki Raven) یک منطقهٔ مسکونی در کرواسی است که در کپریونیتسا-کریژوتسی واقع شده‌است.